# Sofazinho
Sofazinho é uma canção do cantante brasileiro Luan Santana e a dupla Jorge & Mateus, lançada em 14 de setembro de 2018.

## Videoclipe
O clipe foi gravado no município Piranha, da Alagoas, e o Parco Ibirapuera, em São Paulo.

## Prêmios e indicações
| Ano  | Prêmio                  | Categoria    | Resultado |
| ---- | ----------------------- | ------------ | --------- |
| 2019 | Prêmio Jovem Brasileiro | Feat do Ano  | Indicado  |
| 2019 | Prêmio Jovem Brasileiro | Clipe do Ano | Indicado  |

## Desempenho nas tabelas musicais
| País — Tabela musical (2018)        | Posição de pico |
| ----------------------------------- | --------------- |
| Brasil Streaming Chart (Pro-Música) | 11              |

## Vendas e certificações
| Região                                                        | Certificação | Vendas   |
| ------------------------------------------------------------- | ------------ | -------- |
| Brasil (Pro-Música Brasil)                                    | Diamante     | 300,000‡ |
| ‡vendas+valores de streaming baseados somente na certificação |              |          |